# Oncideres germarii
Oncideres germarii är en skalbaggsart som beskrevs av Thomson 1868. Oncideres germarii ingår i släktet Oncideres och familjen långhorningar.
Artens utbredningsområde är:
- Paraguay.
- Uruguay.

Inga underarter finns listade i Catalogue of Life.